# Grevillea aspleniifolia
Grevillea aspleniifolia är en tvåhjärtbladig växtart som beskrevs av Knight & Salisb.. Grevillea aspleniifolia ingår i släktet Grevillea och familjen Proteaceae. Inga underarter finns listade i Catalogue of Life.